# Torrubia (Guadalajara)
Torrubia ist ein Ort und eine Gemeinde (municipio) mit 26 Einwohnern (Stand: 2024) im Osten der Provinz Guadalajara in der Autonomen Gemeinschaft Kastilien-La Mancha in Zentralspanien. 

## Lage und Klima
Torrubia liegt im Iberischen Gebirge in einer Höhe von 1170 m. Die Entfernung zur westsüdwestlich gelegenen Provinzhauptstadt Guadalajara beträgt ca. 95 Kilometer (Fahrtstrecke). Das Klima ist warm und gemäßigt; der Jahresgesamtniederschlag von 509 mm verteilt sich über das Jahr.

## Bevölkerungsentwicklung
| Jahr      | 1960 | 1970 | 1981 | 1991 | 2001 | 2011 | 2021 |
| Einwohner | 214  | 142  | 75   | 50   | 43   | 25   | 23   |

## Sehenswürdigkeiten

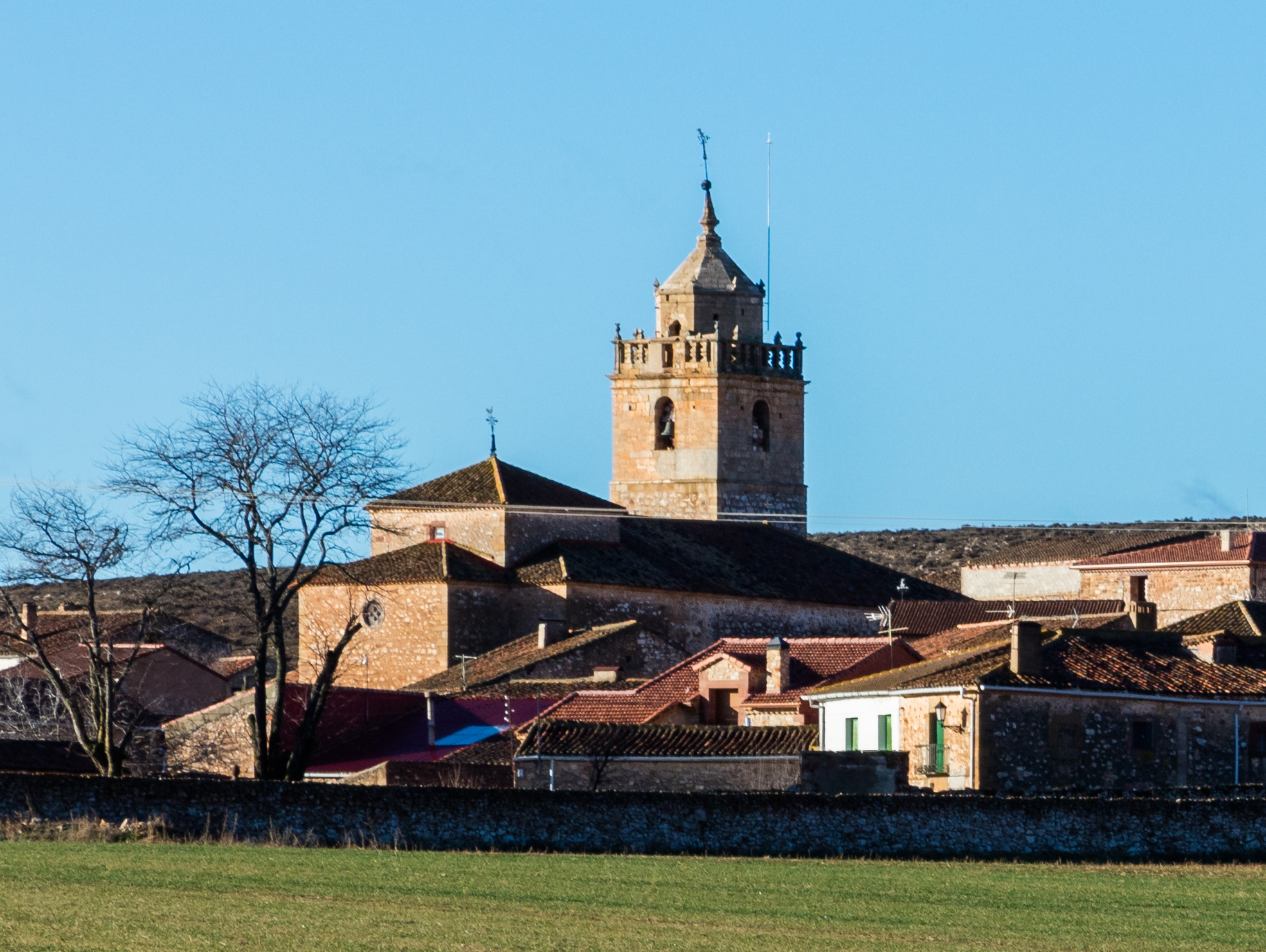
Kirche Mariä Himmelfahrt
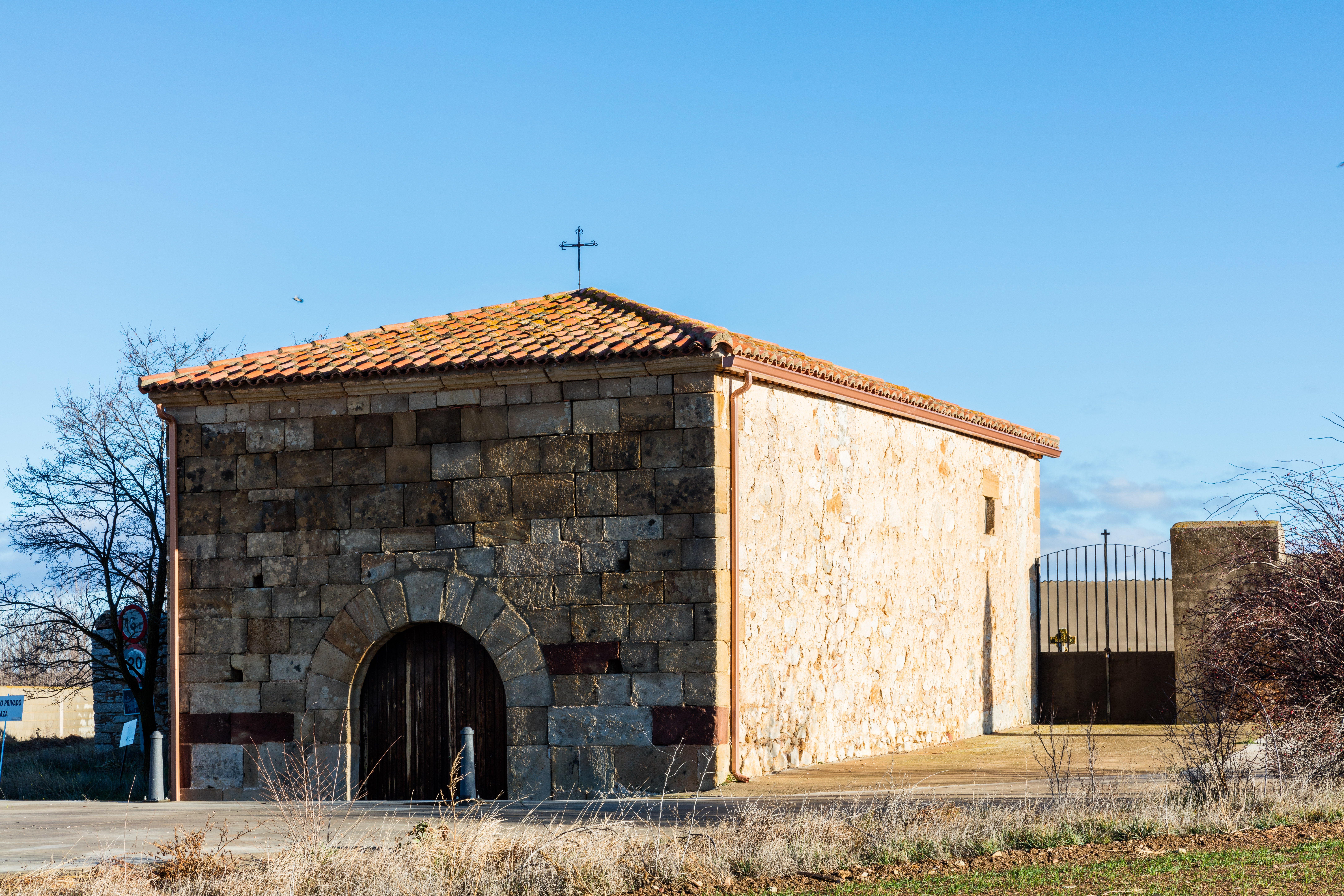
Marienkapelle

- Kirche Mariä Himmelfahrt
- Marienkapelle